# Karel V van Maine
Karel V van Maine (circa 1446 — Marseille, 10 december 1481) was van 1472 tot aan zijn dood graaf van Maine en graaf van Guise en van 1480 tot aan zijn dood hertog van Anjou en graaf van Provence. Hij behoorde tot het Huis Valois-Anjou.

## Levensloop
Karel V was de zoon van graaf Karel IV van Maine en diens tweede echtgenote Isabella, dochter van graaf Peter I van Luxemburg-Saint-Pol. Na de dood van zijn vader in 1472 werd hij graaf van  Maine en graaf van Guise. In 1474 huwde hij met Johanna (1458-1480), dochter van graaf Ferry II van Vaudémont. Het huwelijk bleef kinderloos.
Na het overlijden van zijn oom René I van Anjou erfde Karel in 1480 het hertogdom Anjou en het graafschap Provence. Ook erfde hij diens aanspraken op de koninkrijken Napels, Sicilië en Jeruzalem.
Karel V, die een zwakke gezondheid had, overleed in 1481. Omdat hij geen nakomelingen had, ging het graafschap Guise naar zijn neef Lodewijk van Armagnac-Nemours, de zoon van zijn zus Louise. De rest van zijn gebieden en zijn aanspraken op de drie koninkrijken gingen naar koning Lodewijk XI van Frankrijk.

## Voorouders
| Voorouders van Karel V van Maine | Voorouders van Karel V van Maine                                           | Voorouders van Karel V van Maine                                           | Voorouders van Karel V van Maine                                           | Voorouders van Karel V van Maine                                           | Voorouders van Karel V van Maine                                           | Voorouders van Karel V van Maine                                           | Voorouders van Karel V van Maine                                           | Voorouders van Karel V van Maine                                           |
| -------------------------------- | -------------------------------------------------------------------------- | -------------------------------------------------------------------------- | -------------------------------------------------------------------------- | -------------------------------------------------------------------------- | -------------------------------------------------------------------------- | -------------------------------------------------------------------------- | -------------------------------------------------------------------------- | -------------------------------------------------------------------------- |
| Overgrootouders                  | Lodewijk I van Anjou (1339-1384) ∞ Marie van Blois] (?-1404)               | Lodewijk I van Anjou (1339-1384) ∞ Marie van Blois] (?-1404)               | Johan I van Aragón (1350-1396) ∞ 1384 Yolande van Bar (1365-1431)          | Johan I van Aragón (1350-1396) ∞ 1384 Yolande van Bar (1365-1431)          | Jan van Luxemburg-Ligny (1370-1397) ∞ Margaretha van Brienne (1365-1397)   | Jan van Luxemburg-Ligny (1370-1397) ∞ Margaretha van Brienne (1365-1397)   | François des Baux (?-?) ∞ Sueva Orsini (?-?)                               | François des Baux (?-?) ∞ Sueva Orsini (?-?)                               |
| Grootouders                      | Lodewijk II van Anjou (1377-1417) ∞ Yolande van Aragón (?-1404)            | Lodewijk II van Anjou (1377-1417) ∞ Yolande van Aragón (?-1404)            | Lodewijk II van Anjou (1377-1417) ∞ Yolande van Aragón (?-1404)            | Lodewijk II van Anjou (1377-1417) ∞ Yolande van Aragón (?-1404)            | Peter I van Luxemburg (1390-1433) ∞ Margaretha van Beaux (1394-1469)       | Peter I van Luxemburg (1390-1433) ∞ Margaretha van Beaux (1394-1469)       | Peter I van Luxemburg (1390-1433) ∞ Margaretha van Beaux (1394-1469)       | Peter I van Luxemburg (1390-1433) ∞ Margaretha van Beaux (1394-1469)       |
| Ouders                           | Karel IV van Maine (1414-1472) ∞ Isabella van Luxemburg-Saint-Pol (?-1472) | Karel IV van Maine (1414-1472) ∞ Isabella van Luxemburg-Saint-Pol (?-1472) | Karel IV van Maine (1414-1472) ∞ Isabella van Luxemburg-Saint-Pol (?-1472) | Karel IV van Maine (1414-1472) ∞ Isabella van Luxemburg-Saint-Pol (?-1472) | Karel IV van Maine (1414-1472) ∞ Isabella van Luxemburg-Saint-Pol (?-1472) | Karel IV van Maine (1414-1472) ∞ Isabella van Luxemburg-Saint-Pol (?-1472) | Karel IV van Maine (1414-1472) ∞ Isabella van Luxemburg-Saint-Pol (?-1472) | Karel IV van Maine (1414-1472) ∞ Isabella van Luxemburg-Saint-Pol (?-1472) |